# 眼鏡岩 (佐世保市)

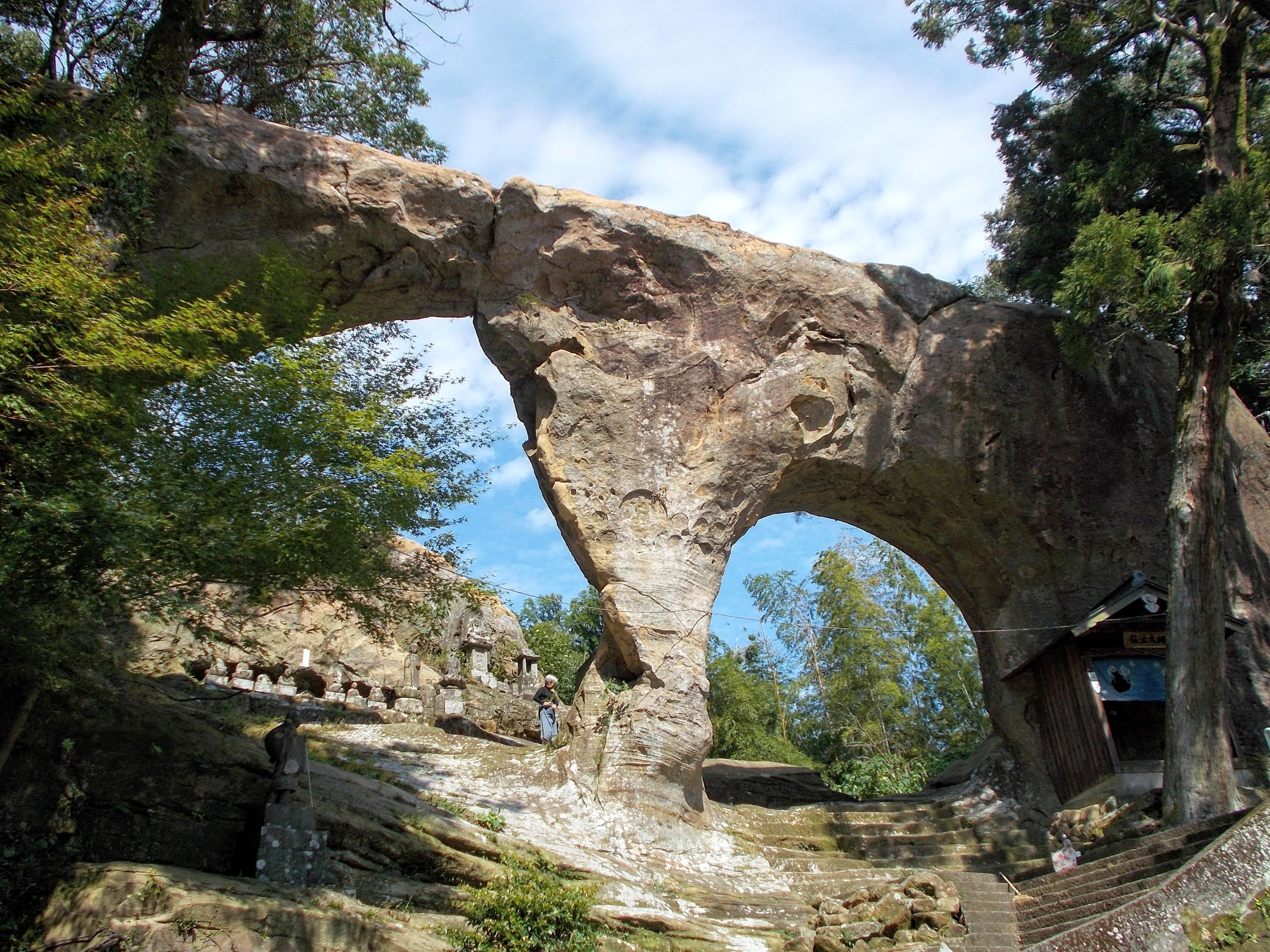
眼鏡岩

眼鏡岩（めがねいわ）とは、長崎県佐世保市瀬戸越町に位置する左右に穴の開いた天然の大岩である。

## 概要
昔、この地が海だった頃に波の浸食を受け、後に隆起し風化したことから現在のような姿があると考えられている。厚さ約6m、長さ約20m、高さ約10mあり、平戸八景の一つに数えられている。また、四国八十八箇所霊場の写し霊場である佐世保八十八箇所霊場の札所などがある。
岩の手前は眼鏡岩寺の境内となっており、公園としても整備されている。

## 伝承

### 伝説
804年（延暦23年）に空海（弘法大師）が遣唐使に随行して唐へ渡る際にこの地を通り、岩面に千手観音像と梵字を刻み、仏教を広めようとしたとされる。現在、その像と文字は薄らいでいるがそれを確認することはできる。

### 昔話
昔、佐世保に大きな鬼がおり、石盛岳を枕に昼寝をした。世の中の喧騒で目を覚まし、大欠伸と共に両足を伸ばしたところ、その足で岩を付き抜いた。これが現在の眼鏡岩である。

## アクセス
- JR佐世保駅から車で15分
- 路線バス：西肥バス（させぼバスも含む）「堺木」下車、徒歩10分
- 松浦鉄道：左石駅下車、徒歩15分